# Чанчибадзе, Вера Самсоновна
Вера Самсоновна Чанчибадзе (1919 — неизвестно, Аджарская АССР, Грузинская ССР) — колхозница колхоза имени С. М. Кирова Махарадзевского района, Грузинская ССР. Герой Социалистического Труда (1951).

## Биография
Родилась в 1919 году в крестьянской семье в одном из сельских населённых пунктов современной Аджарии. После окончания местной начальной школы трудилась в личном хозяйстве. В послевоенное время переехала в Махарадзевский район, где трудилась на чайной плантации колхоза С. М. Кирова Махарадзевского района. За выдающиеся трудовые достижения в чаеводстве по итогам работы в 1948 году была награждена Орденом Ленина.
В 1950 году собрала 7144 килограмма зелёного чайного листа с участка площадью 0,5 гектара. Указом Президиума Верховного Совета СССР от 1 сентября 1951 года удостоена звания Героя Социалистического Труда за «получение высоких урожаев сортового зелёного чайного листа и винограда в 1950 году» с вручением ордена Ленина и золотой медали «Серп и Молот» (№ 6151).
В последующем возвратилась в Аджарскую АССР. Дата смерти не установлена.
Награды
- Герой Социалистического Труда
- Орден Ленина — дважды (05.07.1949; 1951)